# Carlos Coste
 (septembre 2013).
Carlos Coste (2 février 1976 à Caracas au Venezuela) est un apnéiste de classe mondiale détenteur à maintes reprises de records du monde. 

## Parcours
Après avoir commencé, en 1996, à s'entraîner pour l'apnée de haut niveau, il bat son premier record national moins de 2 ans après. 
En octobre 2003, il devient même le premier homme à dépasser la barre mythique des -100 mètres en immersion libre (exploit certifié par le Livre Guinness des records). 
Il est aussi le premier à dépasser cette barre en poids constant en juin 2004. 
Il a été pendant près de trois ans et demi détenteur du record du monde AIDA (Association Internationale de Développement de l'Apnée) en poids variable avec -140 mètres atteints au large de la Mer Rouge à Charm el-Cheikh en Égypte, le 9 mai 2006.
En plus de ce record en poids variable, Carlos Coste a battu de nombreux records du monde en apnée, y compris en poids constant (-90 m en octobre 2002 ; -102 m en juin 2004 ; -105 m en 2005) ; en poids variable (-135 m en octobre 2004) ; en immersion libre (-93 m en octobre 2002 ; -101 m en octobre 2003). 
De plus, il a été champion du monde AIDA en poids constant, en septembre 2005. 
Le 12 septembre 2006, alors qu'il s'entraîne pour sa tentative de record du monde en apnée no limits à une profondeur de -182 m (-183 m étant le record de l'époque détenu par l'Autrichien Herbert Nitsch), il est victime d'un accident vasculaire cérébral (AVC). Un ennui mécanique du système qui lui permettait de remonter à la surface aurait été à l'origine de l'accident. Il aurait ainsi passé 2 min 51 s au-delà des 100 mètres pour une plongée d'une durée totale de 5 min 02 s.
Après s'être retiré de la compétition et avoir totalement récupéré ses facultés, il reprend assez vite le chemin des profondeurs. Il a battu le record national du Venezuela en poids constant avec -110 m lors du Vertical Blue 2009, compétition annuelle réunissant au Dean's Blue Hole (Bahamas) les meilleurs apnéistes mondiaux.